# Schahrud (Verwaltungsbezirk)
Schahrud (persisch شهرستان شاهرود) ist ein Schahrestan in der Provinz Semnan im Iran. Er enthält die Stadt Schahrud, welche die Hauptstadt des Verwaltungsbezirks ist.

## Demografie
Bei der Volkszählung 2016 betrug die Einwohnerzahl des Schahrestan 218.628. Die Alphabetisierung lag bei 93 Prozent der Bevölkerung. Knapp 81 Prozent der Bevölkerung lebten in urbanen Regionen.
| Zensusjahr | Einwohnerzahl |
| ---------- | ------------- |
| 2011       | 167.407       |
| 2016       | 218.628       |